# Ptychamalia brunneata
Ptychamalia brunneata är en fjärilsart som beskrevs av W. Warren 1905. Ptychamalia brunneata ingår i släktet Ptychamalia och familjen mätare. Inga underarter finns listade.